# Snowboard-Juniorenweltmeisterschaften 2016
Die 20. FIS-Snowboard-Juniorenweltmeisterschaften fanden am 29. und 30. März 2016 auf der Seiser Alm und vom 2. bis 6. April 2016 in Rogla statt. Ausgetragen wurden Wettkämpfe im Parallelslalom (PSL), Parallel-Riesenslalom (PGS), Snowboardcross (SBX), Slopestyle (SBS), Big Air (BA) und Snowboardcross Team (BXT).

## Medaillenspiegel
| Platz | Land               | Gold | Silber | Bronze | Gesamt |
| ----- | ------------------ | ---- | ------ | ------ | ------ |
| 1.    | Russland           | 5    | 5      | 0      | 10     |
| 2.    | Frankreich         | 2    | 1      | 2      | 5      |
| 2.    | Vereinigte Staaten | 2    | 1      | 2      | 5      |
| 4.    | Schweiz            | 1    | 1      | 1      | 3      |
| 5.    | Deutschland        | 1    | 0      | 1      | 2      |
| 6.    | Österreich         | 1    | 0      | 0      | 1      |
| 7.    | Kanada             | 0    | 2      | 2      | 4      |
| 8.    | Italien            | 0    | 1      | 2      | 3      |
| 9.    | Neuseeland         | 0    | 1      | 0      | 1      |
| 10.   | Slowenien          | 0    | 0      | 1      | 1      |
| 10.   | Tschechien         | 0    | 0      | 1      | 1      |
|       | Gesamt             | 12   | 12     | 12     | 36     |

## Ergebnisse Frauen

### Parallelslalom
| Platz | Land        | Sportlerin                 |
| ----- | ----------- | -------------------------- |
| 1     | Deutschland | Ramona Theresia Hofmeister |
| 2     | Russland    | Milena Bykowa              |
| 3     | Italien     | Elisa Profanter            |
| 4     | Deutschland | Carolin Langenhorst        |
| 5     | Russland    | Jelisaweta Salichowa       |
| 6     | Russland    | Alexandra Shirshova        |
| 7     | Deutschland | Melanie Hochreiter         |
| 8     | Schweiz     | Larissa Gasser             |

Datum: 3. April 2016

### Parallel-Riesenslalom
| Platz | Land        | Sportlerin           |
| ----- | ----------- | -------------------- |
| 1     | Russland    | Jelisaweta Salichowa |
| 2     | Italien     | Elisa Profanter      |
| 3     | Deutschland | Carolin Langenhorst  |
| 4     | Schweiz     | Larissa Gasser       |
| 5     | Russland    | Milena Bykowa        |
| 6     | Russland    | Natalia Koneva       |
| 7     | Russland    | Alexandra Shirshova  |
| 7     | Deutschland | Melanie Hochreiter   |

Datum: 2. April 2016

### Snowboardcross
| Platz | Land       | Sportlerin        |
| ----- | ---------- | ----------------- |
| 1     | Russland   | Kristina Paul     |
| 2     | Schweiz    | Lara Casanova     |
| 3     | Frankreich | Manon Petit       |
| 4     | Kanada     | Meryeta Odine     |
| 5     | Tschechien | Vendula Hopjakova |
| 6     | Italien    | Francesca Gallina |
| 7     | Schweiz    | Sophie Hediger    |
| 8     | Russland   | Viktoria Bukevich |

Datum: 4. April 2016

### Snowboardcross Team
| Platz | Land       | Sportlerin                      |
| ----- | ---------- | ------------------------------- |
| 1     | Frankreich | Manon Petit Gaia Tarasco        |
| 2     | Russland   | Kristina Paul Viktoria Bukevich |
| 3     | Schweiz    | Sophie Hediger Luana Bianchi    |
| 4     | Schweiz    | Lara Casanova Alexandra Hasler  |

Datum: 6. April 2016

### Slopestyle
| Platz | Land               | Sportlerin        |
| ----- | ------------------ | ----------------- |
| 1     | Frankreich         | Chloé Sillières   |
| 2     | Russland           | Sofja Fjodorowa   |
| 3     | Vereinigte Staaten | Nora Healey       |
| 4     | Finnland           | Henna Ikola       |
| 5     | Australien         | Cassandra Fortune |
| 6     | Kanada             | Oceane Fillion    |
| 7     | Frankreich         | Thalie Lacrochaix |
| 8     | Kanada             | Baily McDonald    |

Datum: 29. März 2016

### Big Air
| Platz | Land               | Sportlerin          |
| ----- | ------------------ | ------------------- |
| 1     | Russland           | Sofja Fjodorowa     |
| 2     | Vereinigte Staaten | Nora Healey         |
| 3     | Kanada             | Oceane Fillion      |
| 4     | Finnland           | Emmi Parkkisenniemi |
| 5     | Frankreich         | Thalie Lacrochaix   |
| 6     | Finnland           | Ida Raisanen        |
| 7     | Slowenien          | Eva Kralj           |
| 8     | Kanada             | Natalie Maugeri     |

Datum: 30. März 2016

## Ergebnisse Männer

### Parallel-Slalom
| Platz | Land               | Sportler             |
| ----- | ------------------ | -------------------- |
| 1     | Russland           | Dmitri Loginow       |
| 2     | Russland           | Dmitri Karlagatschew |
| 3     | Slowenien          | Crt Ikovic           |
| 4     | Kanada             | Jules Lefebvre       |
| 5     | Russland           | Dmitri Sarsembajew   |
| 6     | Österreich         | Arvid Auner          |
| 7     | Vereinigte Staaten | Billy Winters        |
| 8     | Schweiz            | Lino Casty           |

Datum: 3. April 2016

### Parallel-Riesenslalom
| Platz | Land               | Sportler                  |
| ----- | ------------------ | ------------------------- |
| 1     | Russland           | Dmitri Sarsembajew        |
| 2     | Russland           | Dmitri Karlagatschew      |
| 3     | Italien            | Gabriel Messner           |
| 4     | Schweiz            | Sebastian Schüler         |
| 5     | Österreich         | Arvid Auner               |
| 6     | Vereinigte Staaten | Billy Winters             |
| 7     | Kanada             | Jules Lefebvre            |
| 8     | Kanada             | Richard Riley Kilmer-Choi |

Datum: 2. April 2016

### Snowboardcross
| Platz | Land        | Sportler         |
| ----- | ----------- | ---------------- |
| 1     | Österreich  | Luca Hämmerle    |
| 2     | Neuseeland  | Duncan Campbell  |
| 3     | Frankreich  | Vincent Dreme    |
| 4     | Russland    | Daniil Dilman    |
| 5     | Australien  | Adam Lambert     |
| 6     | Russland    | Andrei Anissimow |
| 7     | Niederlande | Karel van Goor   |
| 8     | Kanada      | Will Malisch     |

Datum: 4. April 2016

### Snowboardcross Team
| Platz | Land       | Sportler                     |
| ----- | ---------- | ---------------------------- |
| 1     | Schweiz    | Jérôme Lymann Kalle Koblet   |
| 2     | Frankreich | Vincent Dreme Leo Le Ble     |
| 3     | Tschechien | Michal Hanko Jan Kubicik     |
| 4     | Frankreich | Benjamin Gattaz Loan Bozzolo |

Datum: 6. April 2016

### Slopestyle
| Platz | Land               | Sportler            |
| ----- | ------------------ | ------------------- |
| 1     | Vereinigte Staaten | Chris Corning       |
| 2     | Kanada             | Carter Jarvis       |
| 3     | Vereinigte Staaten | Chandler Hunt       |
| 4     | Vereinigte Staaten | Lyon Farrell        |
| 5     | Niederlande        | Erik Bastiaansen    |
| 6     | Russland           | Wladislaw Chadarin  |
| 7     | Kanada             | Francis Jobin       |
| 8     | Niederlande        | Niek van der Velden |

Datum: 29. März 2016

### Big Air
| Platz | Land               | Sportler            |
| ----- | ------------------ | ------------------- |
| 1     | Vereinigte Staaten | Chris Corning       |
| 2     | Kanada             | Carter Jarvis       |
| 3     | Kanada             | Francis Jobin       |
| 4     | Spanien            | Jose Antonio Aragon |
| 5     | Russland           | Wladislaw Chadarin  |
| 6     | Schweiz            | Moritz Boll         |
| 7     | Niederlande        | Niek van der Velden |
| 8     | Niederlande        | Erik Bastiaansen    |

Datum: 30. März 2016